# Université d'État Alcorn
Pour les articles homonymes, voir Alcorn.
L'université d'État Alcorn (en anglais : Alcorn State University) est une université américaine située dans la zone non-incorporée de Lorman, près du comté de Claiborne, dans l'État du Mississippi, aux États-Unis. 
Fondée en 1871 par lez gouverneur James Alcorn qui lui a légué son nom pour les esclaves affranchis peu après la Guerre de Sécession, c'est une des 107 institutions universitaires à avoir intégré des étudiants noirs aux États-Unis avant la loi des droits civils de 1964. Elle a été un des épicentres du Mouvemet pour les Droits Civils dans les années 50 et 60 et a accueilli de nombreux militants afro-américain tels Medgar Evers.
Ses 15 équipes sportives, appelées « Braves et Lady Braves d'Alcorn State » jouent en Division I (NCAA) Football Championship Subdivision (la deuxième subdivision de la première division de sport universitaire) et sont affiliées à la Southwestern Athletic Conference.

## Histoire

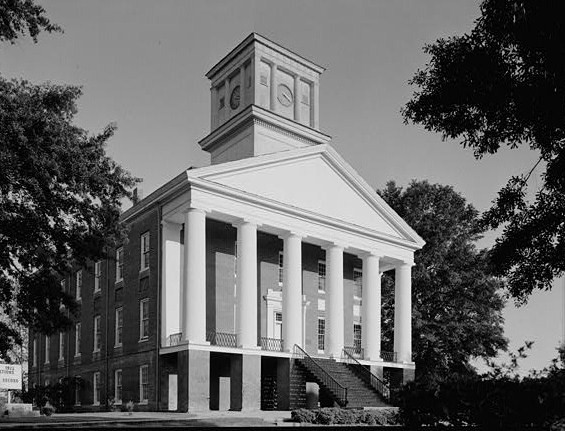
La chapelle, de style Greek Revival, a été construite en 1838 pour lOakland College, transformé en Alcorn College en 1871 puis en Alcorn University en 1974.

L'établissement a été fondé en tant que college (le statut d'Université ne lui sera attribué qu'en 1974) en 1871, en pleine période de Reconstruction. L'État du Mississippi, alors gouverné par le scalawag James L. Alcorn, a racheté les locaux et le terrain de l'Oakland College, une école presbytérienne désaffectée pendant la guerre de Sécession, pour créer un établissement d'enseignement professionnel et agricole destiné aux fils des anciens esclaves émancipés. Le gouverneur Alcorn en confia la présidence à son ami politique, le pasteur métis Hiram Rhodes Revels, auquel il succéda en tant que sénateur du Mississippi au Congrès des États-Unis.
Conçu exclusivement pour des garçons noirs, l'établissement accueille également des filles noires depuis 1895.

### Élèves célèbres
Plusieurs personnalités afro-américaines ont étudié à Alcorn :
- Horace R. Cayton Sr. (1859-1940), homme politique, éditeur et journaliste ;
- Donald Driver (avant 1999), joueur de football américain.
- Michael Clarke Duncan (années 1970), acteur (La Ligne verte) ;
- Medgar Evers (1948-1952), militant des droits civiques (NAACP) assassiné en 1963 ;
- Alex Haley (1936-1938), écrivain (Racines) ;
- Steve McNair (1991-1994), joueur de football américain ;
- Larry Smith (années 1970), joueur de basket-ball ;

## Organisation
L'université s'organise autour de sept écoles :
- École d'agriculture, recherche et sciences appliquées ;
- École d'arts et sciences ;
- École doctorale ;
- École de commerce ;
- École d'éducation et de psychologie ;
- École d'infirmerie ;
- Collège d'excellence.

Elle occupe trois sites : le campus principal de Lorman et deux sites secondaires (à Natchez et Vicksburg).